# احمد مراد
احمد مراد (عربی: أحمد مراد؛ زادهٔ ۱۴ فوریهٔ ۱۹۷۸) نویسنده و فیلمنامه‌نویس اهل مصر است.